# Іван Ковач
Іван Ковач (угор. Iván Kovács, нар. 8 лютого 1970, Будапешт, Угорщина) — угорський фехтувальник на шпагах, дворазовий срібний призер Олімпійських ігор (1992 та 2004 рік), дворазовий чемпіон світу та п'ятиразовий чемпіон Європи.

## Виступи на Олімпіадах
| Олімпіада      | Дисципліна          | Місце |
| -------------- | ------------------- | ----- |
| Барселона 1992 | індивідуальна шпага | 8     |
| Барселона 1992 | командна шпага      | 2     |
| Атланта 1996   | індивідуальна шпага | 4     |
| Атланта 1996   | командна шпага      | 6     |
| Сідней 2000    | індивідуальна шпага | 19    |
| Сідней 2000    | командна шпага      | 7     |
| Афіни 2004     | індивідуальна шпага | 13    |
| Афіни 2004     | командна шпага      | 2     |
| Пекін 2008     | командна шпага      | 5     |